# Parroquia San Pedro Apóstol (Los Toldos)
La parroquia San pedro Apóstol es un templo católico ubicado en el centro del pueblo de Los Toldos y uno de los sitios más importantes del lugar, tanto para los pobladores que en su mayoría son de culto católico, como también para los turistas.

## Antecedentes históricos
A mediados de 1918, un campesino encontró la imagen de San Pedro Apóstol en medio de un árbol cuando lo terminó de talar, en las afueras del pueblo. Al ver la imagen resplandeciente no podía creer lo que estaba sucediendo, entonces tomó al santo y partió rumbo al pueblo, que con el tiempo sería adoptado como patrono de Los Toldos.
Viendo la necesidad de levantar un templo en honor a San Pedro, se presentó el´proyecto de edificar la iglesia en el centro de los toldos, por iniciativa de los pobladores.

## Donación y edificación
En 1926, Leocadio Burgos, dona el inmueble destinado para construir el edificio, pasará un tiempo de dos décadas hasta que recién el 16 de mayo de 1948, los pobladores devotos del santo organizados, empezaran a construir la iglesia. 
El proyecto terminará en 1950, pero será retocado en dos oportunidades (2008 y 2013) y finalmente en 2015 se anexará la Plazoleta San juan Pablo II a la Parroquia

## Datos pastorales

### Párroco y Rector del Santuario
Pbro. Gabriel Acevedo

### Misa Diaria
Lunes a Viernes: 18:00 
Sábado: 10:00
Domingo: 9:00 

### Adoración al Santísimo Sacramento
Miércoles: 10:00 a 11:00 
Sábado: 16:30 a 17:30

### Rezo del Santo Rosario
Antes de cada Misa

## Fiesta Patronal
La Parroquia ofrece una novena que empieza el 20 de junio y culmina el 29 de junio, en honor a san pedro apóstol. todo el pueblo se congrega en el lugar para venerar al santo.
- Datos: Q30919205